# Kenji Fujimoto
Kenji Fujimoto (jap. 藤本 健二 Fujimoto Kenji; ur. 1947) – japoński szef kuchni, który twierdzi, że był osobistym kucharzem Kim Dzong Ila w latach 1988–2001. 
W 2003 wydał biografię I was Kim Jong-il's Cook (pol: Byłem kucharzem Kim Dzong Ila), niewydaną w Polsce. Wielu ludzi twierdzi, że jego rzekome wspomnienia z tego kraju to w dużej mierze kłamstwa. Według anonimowego amerykańskiego źródła opublikowanego za pomocą WikiLeaks Fujimoto był najlepszym źródłem informacji o Korei Północnej dla japońskiej agencji wywiadowczej.

## Pobyt w Korei Północnej
Po raz pierwszy Fujimoto pojawił się w Korei Północnej w 1982. Sześć lat później stał się osobistym kucharzem Dzong Ila, dostając pensję w wysokości równoważności 45 000 funtów szterlingów rocznie. Był np. świadkiem wypadku Dzong Ila podczas jazdy konnej w 1992, kiedy to przywódca Korei Północnej złamał obojczyk i był nieprzytomny przez kilka godzin. 
Ponadto Fujimoto podaje wiele prywatnych informacji na temat życia Kim Dzong Ila. Twierdzi na przykład, że uwielbia on jeść żywe, surowe ryby. Ponadto rzekomo uwielbia też drogie francuskie alkohole, np. koniak Hennessy, i co najmniej 3 razy w tygodniu (podobnie jak Kim Dzong Un) je na obiad zupę z płetwy rekina. 
W swojej książce opisał również Kippumjo. Jest to grupa ponad 2000 kobiet i dziewcząt, która ma na celu zapewnienie rozrywki (głównie natury seksualnej) głowie państwa i najwyższym sekretarzom Koreańskiej Partii Pracy. Rząd Korei Północnej zaprzecza istnieniu takiej grupy, jednak opowieści wielu uciekinierów z tego kraju (w tym Fujimoto) utrzymują, że ona funkcjonuje. Stwierdził również, że Kim Dzong Il uwielbiał słuchać muzyki Disco i patrzeć na tańczących do niej ludzi. Fujimoto uczestniczył rzekomo w setkach przyjęć wydawanych przez koreańskiego dyktatora, na których wypijano ogromne ilości zachodniego alkoholu.
Ponadto Fujimoto twierdzi, że Kim Dzong Il już w 1985 pytał go o to, co sądzi o broni nuklearnej. W 1995 miała mieć miejsce podobno próba nuklearna, w której kilku pracowników obsługi miało doznać obrażeń, m.in. wybitych zębów. Oskarża również Kim Dzong Ila o przyczynienie się do śmierci Kim Ir Sena w 1994.

## Ucieczka i powrót do Korei Północnej
Fujimoto utrzymuje, że wielokrotnie myślał o ucieczce i powrocie do Japonii. W 1996 został aresztowany podczas wizyty w ojczyźnie za posiadanie podrobionego paszportu Republiki Dominikany. W marcu 2001 pokazał przywódcy japoński film wideo, na którym kucharz przygotowywał jeżowce i powiedział, że może mu również przyrządzić takie danie. Dodał też, że aby znaleźć takie jeżowce, musi się udać do Japonii. Kim Dzong Il zgodził się, zaś Fujimoto przekroczył zamiast tego granicę z Chinami i zaczął się ukrywać jako nielegalny imigrant. Przedostał się następnie do Japonii. Wystąpił w japońskiej telewizji, gdzie opisał swoją historię, jednak jego twarz została zaciemniona i nie podał swojego prawdziwego nazwiska. Twierdzi, że od czasu opublikowania jego biografii zawsze nosił publicznie kamizelkę kuloodporną.
Kiedy jednak w czerwcu 2012 otrzymał zaproszenie od Kim Dzong Una, zgodził się udać do Pjongjangu, gdzie odwiedził głowę państwa i jego małżonkę. Stwierdził, że Korea Północna ogromnie zmieniła się przez ostatnie dziesięć lat i jest już bezpiecznym krajem, a jej przywódca to bardzo delikatny i mądry człowiek.